# Elecciones parlamentarias de Somalilandia británica de 1960
Las elecciones parlamentarias se celebraron en la Somalilandia británica el 17 de febrero de 1960. El resultado fue una victoria para la Liga Nacional Somalí (SNL), que obtuvo 20 de los 33 escaños del Consejo Legislativo.

## Antecedentes
Aunque se había elegido un Consejo Legislativo en 1959, una nueva constitución llevó a que el Consejo tuviera una mayoría electa; 33 escaños electos y tres funcionarios de gobierno.

## Sistema electoral
Los 33 miembros electos del Consejo fueron elegidos en distritos electorales de un solo miembro por mayoría absoluta.

## Resultados
|  | 52.10 % |

|  | 24.89 % |

|  | 16.41 % |

|  | 5.69 % |

|  | 0.92 % |

|  | 100 % |